# Список монархів Бельгії
Король Бельгії має офіційний титул Король бельгійців (нід. Koning der Belgen, фр. Roi des Belges), що посилається на концепцію «народної монархії». У Бельгії з моменту виникнення незалежного Бельгійського королівства (1831) правлять представники знатного німецького роду Саксен-Кобургів.

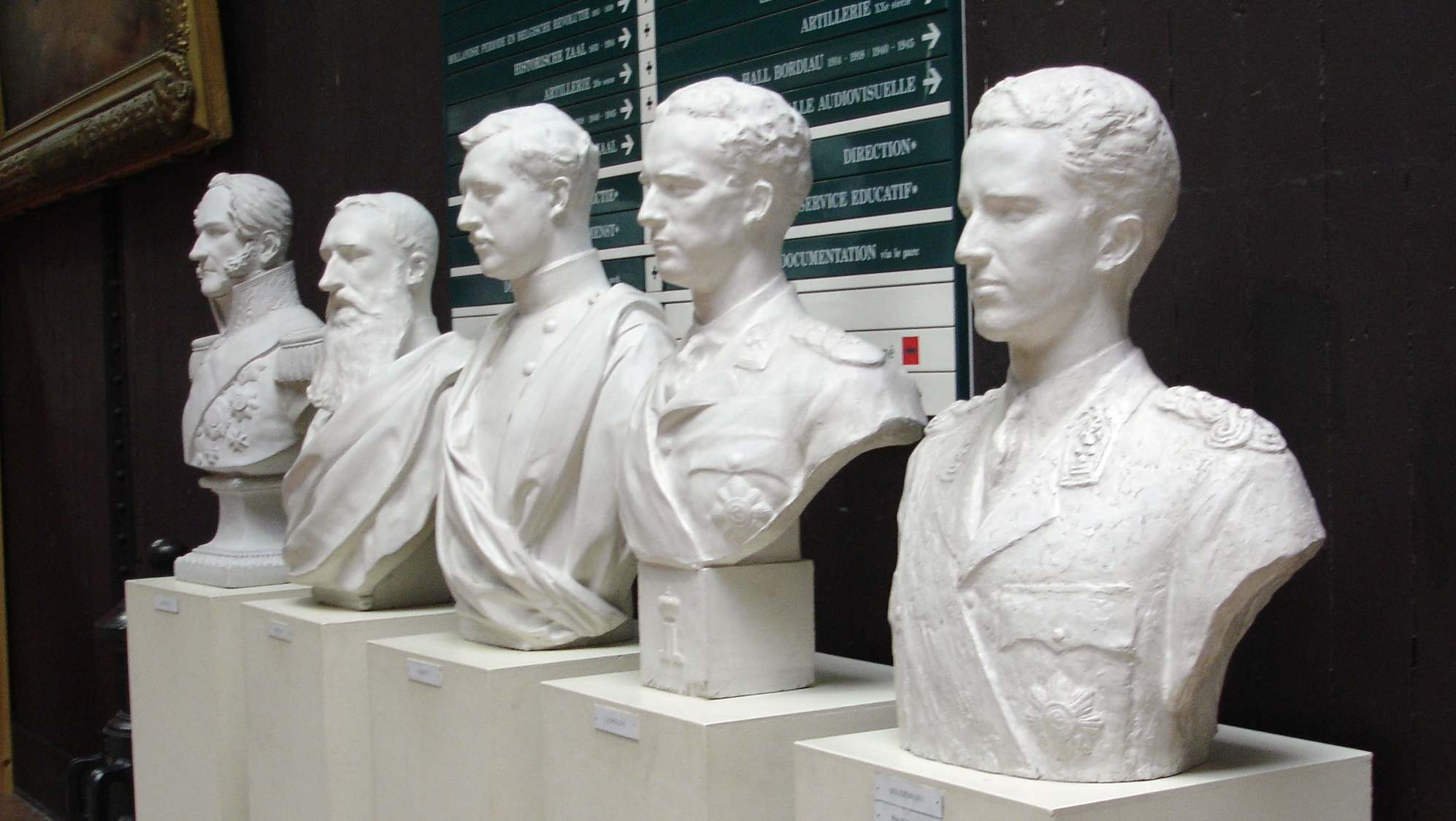
Бюсти королів від Леопольда I до Бодуена I (зліва направо)

## Список
| І'мя         | Портрет | Роки правління                                  | Примітки |
| ------------ | ------- | ----------------------------------------------- | -------- |
| Леопольд I   |         | 1831—1865                                       | [ 1 ]    |
| Леопольд II  |         | 1865—1909                                       | [ 2 ]    |
| Альберт I    |         | 1909—1934                                       | [ 3 ]    |
| Леопольд III |         | 1934—1951 (1944—1950 — регентство принца Карла) | [ 5 ]    |
| Бодуен I     |         | 1951—1993                                       | [ 6 ]    |
| Альберт II   |         | 1993—2013                                       | [ 7 ]    |
| Філіп I      |         | З 2013                                          | [ 8 ]    |